# Tankah

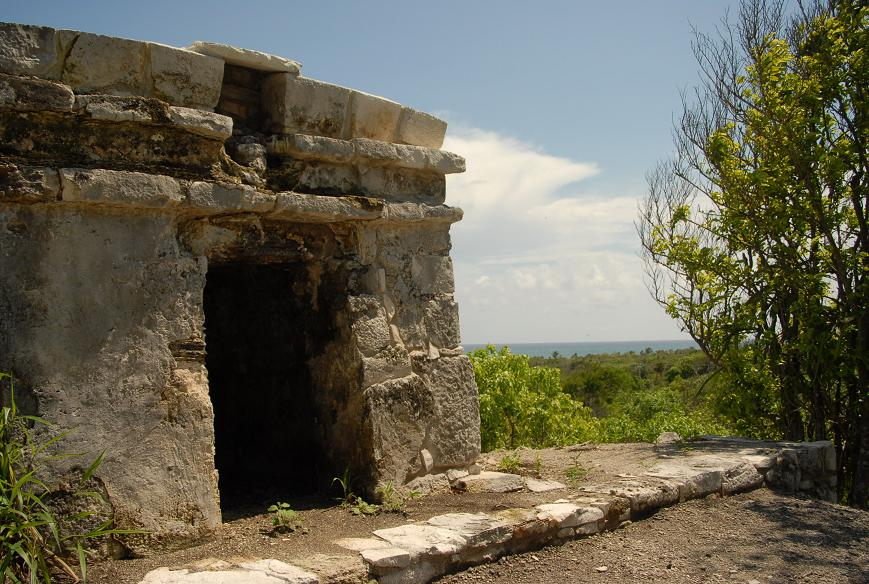
Mayaruine in Tankah

Tankah, gelegentlich auch Tancah, war eine Stadt der Maya im heutigen mexikanischen Bundesstaat Quintana Roo, wenige Kilometer von Tulúm entfernt.

## Geschichte
Die ersten Gebäude von Tancah wurden während der Späten Klassik und der frühen Postklassik (ca. 770 bis 1200) erbaut, einige in den beiden Jahrhunderten danach. In vielen der spätklassischen Bauten wurden Wandmalereien gefunden, die in ihrem Stil eine sehr große Ähnlichkeit mit den Bildern des Codex Tro-Cortesianus aufweisen, der heute in Madrid aufbewahrt wird.
Wegen seiner touristischen Bedeutung in der Nachbarschaft von Tulum wurde Ende des Jahres 2007 vom INAH (Instituto Nacional de Antropología e Historia) ein mehrjähriges Ausgrabungs- bzw. Restaurierungsprogramm für Tankah gestartet. Inzwischen sind einige Bauten rekonstruiert worden.

## Sonstiges
In der Nähe der archäologischen Stätte befindet sich ein gleichnamiges Cenote.